# Elhassane Moujahid
Elhassane Moujahid (* 19. Februar 2000) ist ein marokkanischer Leichtathlet, der sich auf den Mittelstreckenlauf spezialisiert hat.

## Sportliche Laufbahn
Erste Erfahrungen bei internationalen Meisterschaften sammelte Elhassane Moujahid im Jahr 2019, als er bei den Juniorenafrikameisterschaften in Abidjan in 1:48,62 min den vierten Platz im 800-Meter-Lauf belegte und über 1500 Meter mit 3:54,01 min auf Rang acht gelangte. 2021 gewann er bei den Arabischen Meisterschaften in Radès in 1:47,33 min die Bronzemedaille über 800 Meter hinter dem Algerier Mohamed Ali Gouaned und seinem Landsmann Oussama Nabil. Im Jahr darauf belegte er bei den Afrikameisterschaften in Port Louis in 3:39,91 min den sechsten Platz im 1500-Meter-Lauf und kam anschließend bei den Mittelmeerspielen in Oran nicht ins Ziel. Bei den Weltmeisterschaften in Eugene schied er mit 1:47,18 min im Halbfinale über 800 Meter aus und kam über 1500 Meter mit 3:39,98 min nicht über den Vorlauf hinaus. Daraufhin wurde er bei den Islamic Solidarity Games in Konya in 3:55,53 min Vierter über 1500 Meter.

## Persönliche Bestzeiten
- 800 Meter: 1:44,96 min, 31. Mai 2022 in Rabat
- 1500 Meter: 3:35,97 min, 5. Juni 2022 in Rabat
  - 1500 Meter (Halle): 3:39,57 min, 3. Februar 2022 in Ostrava